# Anisosciadium
Anisosciadium, biljni rod trajnica iz porodice štitarki, smješten u tribus Echinophoreae, dio potporodice Apioideae. Sastoji se od 3 vrste jednogodišnjeg bilja rasproastranjenog od Afganistana do obale Sredozemlja i na Arapskom poluotoku.
Rod je opisan u Collection de Mémoires 5: 63. 1829.

## Vrste
1. Anisosciadium isosciadium Bornm.
2. Anisosciadium lanatum Boiss.
3. Anisosciadium orientale DC.